# Piyush Chawla
Piyush Chawla (Hindi पियुश चावला; * 24. Dezember 1988 in Aligarh, Indien) ist ein indischer Cricketspieler, der zwischen 2006 und 2012 für die indische Nationalmannschaft spielte.

## Kindheit und Ausbildung
Schon früh fiel Chawla mit seinem Cricketspiel auf. Als 15-Jähriger repräsentierte er die U22-Mannschaft von Uttar Pradesh. Auch spielte er in der indischen U19-Nationalmannschaft und war teil dieser bei der ICC U19-Cricket-Weltmeisterschaft 2006. Später war er auch deren Kapitän.

## Aktive Karriere
Sein First-Class-Debüt erfolgte für Central Zone in der Duleep Trophy 2005/06 und half in der Saison, dass Uttar Pradesh die Ranji Trophy gewann. Das machte die Selektoren der Nationalmannschaft auf ihn aufmerksam und so gab er im März 2006 sein Test-Debüt gegen England. Jedoch konnte er sich nicht in dem Team etablieren. Anders verlief es im Mai 2007, als er in Bangladesch sein ODI-Debüt gab, und dabei 3 Wickets für 37 Runs erzielte. Daraufhin erzielte er in einem Drei-Nationen-Turnier in Irland gegen den Gastgeber (3/29) und Südafrika (3/47) je drei Wickets. Im weiteren Verlauf der Saison 2007 konnte er in England erneut drei Wickets (3/60) erreichen. Zu Beginn der Saison 2007/08 erlitt er eine Knöchelverletzung und musste mehrere Wochen aussetzen. In der Saison 2008 erzielte er bei einem Drei-Nationen-Turnier in Bangladesch vier Wickets (4/40) gegen Pakistan. Beim darauf folgenden Asia Cup 2008 konnte er erneut vier Wickets (4/23) gegen Hongkong. Doch fiel er daraufhin aus dem Kader. Es wurde erwartet, dass er in der englischen nationalen Saison für Hampshire spielen sollte, doch wurde ihm dies auf Grund des Einspruchs des indischen Verbandes verwehrt, die Hampshire für das beschäftigen von Spielern die an der Indian Cricket League teilgenommen hatten bestraften. Im Jahr darauf spielte er dann für Sussex.
Im März 2010 rückte er dann wieder in den Fokus der Nationalmannschaft. Im Mai 2010 gab er sein Twenty20-Debüt beim ICC World Twenty20 2010 gegen Südafrika. In der Folge wurde er für den Cricket World Cup 2011 nominiert. Dort erzielte er gegen England (2/71) und Niederlande je zwei Wickets erreichte. Nach dem Turnier wurde er wieder aus dem Kader gestrichen und kam erst für den
ICC World Twenty20 2012 wieder in diesen zurück, wo er gegen England zwei Wickets (2/13) erreichte. Seinen letzten Einsatz im Nationalteam hatte er im Dezember 2012 gegen England, bei dem ihm vier Wickets (4/69) in seinem letzten Test gelangen. In der Saison 2013 wurde er von Somerset für die englische nationale Saison verpflichtet. Doch half ihm das nicht wieder in den nationalkader zurückzukehren. In der Indian Premier League spielte er von da an für die Kolkata Knight Riders, bevor er in der Indian Premier League 2020 für die Chennai Super Kings und daraufhin für die Mumbai Indians spielte.